# William Bayliss
Sir William Maddock Bayliss (Butcroft, Wednesbury, 2 mei 1860 – Londen, 27 augustus 1924) was een Engelse fysioloog.
Bayliss ontdekte samen met Ernest Henry Starling het peptidehormoon secretine en de peristaltiek van de darmen. Secretine was daarmee het eerste ontdekte 'hormoon', een naam die Bayliss en Starling eveneens bedachten. Het Bayliss effect werd naar hem vernoemd. Daarnaast toonde Bayliss de functie van het enzym trypsine aan.

## Academisch leven
Bayliss volgde studies aan het University College London (1881-1884) en vanaf 1885 op het Wadham College van de Universiteit van Oxford. Hij studeerde af in fysiologie. In Londen keerde hij later terug als hoogleraar (1888-1912) en professor General Physiology (1912-1924)

## Erkenning
Bayliss werd in 1911 onderscheiden met de Royal Medal van de Royal Society, waarvan hij acht jaar eerder tot Fellow was gekozen. In 1919 kreeg Bayliss de Copley Medal en in 1922 werd hij geridderd voor zijn bijdrage aan de geneeskunde.
In 1979 werd de Bayliss and Starling Society opgericht, als forum voor onderzoekswetenschappers met belangen in de chemie, de fysiologie en de functie van de centrale en autonome peptiden.

## Privéleven
Bayliss was het enige kind van Moses Bayliss en Jane Maddock. Hij trouwde met Gertrude Starling, de zus van Ernest, met wie hij drie zoons en een dochter kreeg. Zoon Leonard Ernest Bayliss trad in zijn vaders voetsporen en werd ook fysioloog.

## Brown Dog
Bayliss was betrokken bij de Brown Dog affaire, een politieke controverse over vivisectie. Schrijver en weldoener Stephen Coleridge werd daarbij aangeklaagd werd voor laster in de beschuldigingen die hij deed over Bayliss' vivisectie-werk. Hoewel Bayliss de zaak won - hij had nooit geopereerd op levende dieren - kreeg Coleridge steun voor zijn zaak en werd er genoeg geld gedoneerd om de kosten en schadevergoeding van te betalen. Bayliss zou nog verschillende artikelen wijden aan het humaan behandelen van dieren.

## Bibliografie

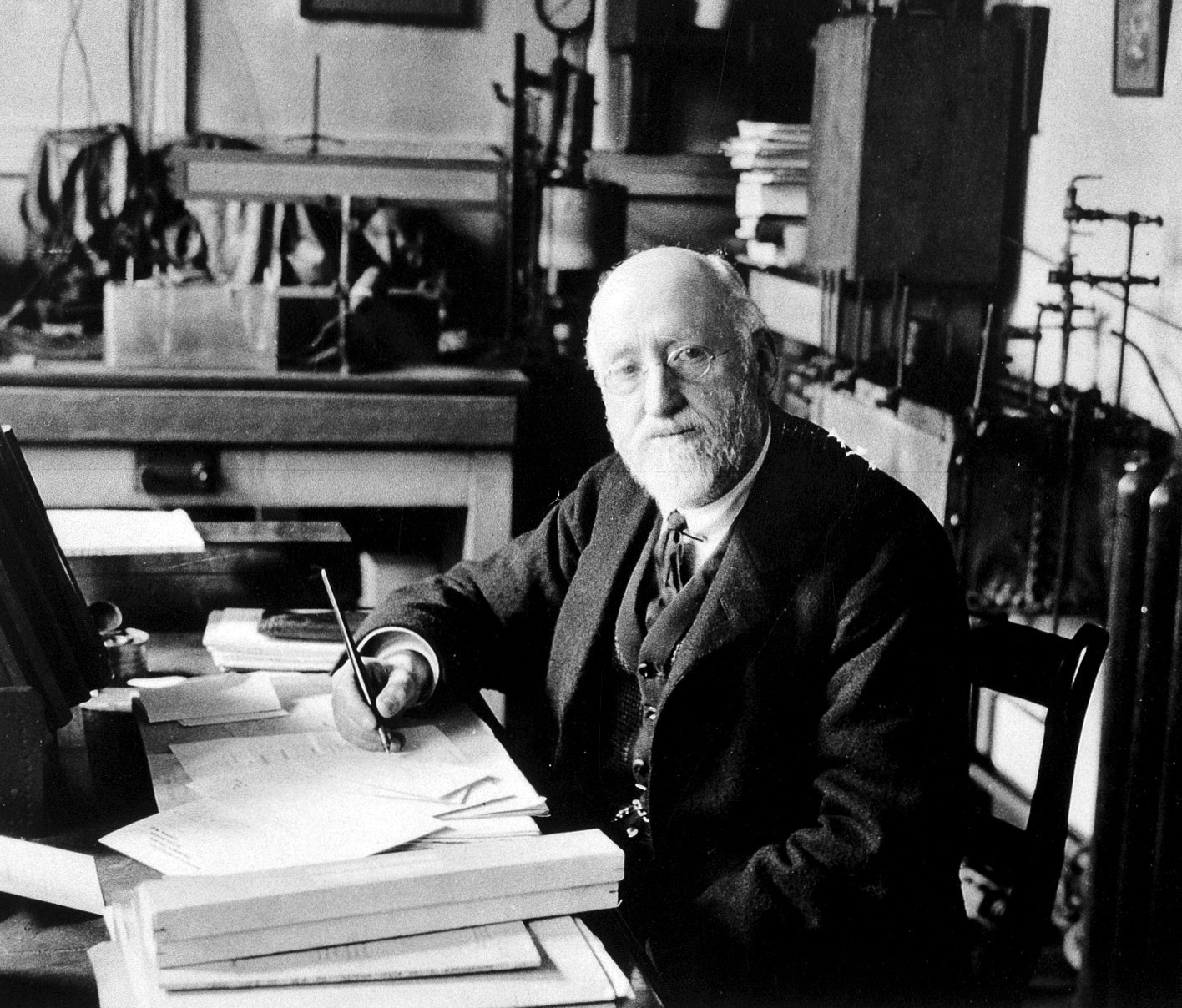
William Bayliss in 1918